# Діпгольц (район)
Діпгольц (нім. Diepholz) — район у Німеччині, у складі федеральної землі Нижня Саксонія. Адміністративний центр — місто Діпгольц.

## Населення
Населення району становить 218 839 осіб (станом на 31 грудня 2021).

## Адміністративний поділ
Район складається з 37 громад (нім. Samtgemeinden), об'єднаних в 7 об'єднань громад (нім. Samtgemeinden), а також чотирьох міст і чотирьох громад, які до складу таких об'єднань не входять.
Дані про населення наведені станом на 31 грудня 2021. Зірочками (*) позначені центри об'єднань громад.
Самостійні громади:
| 1. Бассум (місто) (16289) 2. Вагенфельд (7304) 3. Вайге (31162) 4. Діпгольц (місто) (17192) | 1. Зике (місто) (24365) 2. Зулінген (місто) (13005) 3. Твістрінген (місто) (12527) 4. Штур (33494) |

| Об'єднання громад: - 1. Альтес-Амт-Лемферде (8676) 1. Брокум (1043) 2. Гюде (1219) 3. Квернгайм (490) 4. Лембрух (1175) 5. Лемферде * (3359) 6. Марль (695) 7. Штемсгорн (695) - 2. Барнсторф (12482) 1. Айдельштедт (1819) 2. Барнсторф * (6611) 3. Дреббер (3042) 4. Дрентведе (1010) - 3. Брухгаузен-Фільзен (17515) 1. Азендорф (2944) 2. Брухгаузен-Фільзен * (9109) 3. Мартфельд (2817) 4. Шварме (2645) - 4. Кірхдорф (7350) 1. Баренборстель (1093) 2. Баренбург (1235) 3. Верблек (757) 4. Кірхдорф * (2278) 5. Фаррель (1537) 6. Фрайштатт (450) | - 5. Реден (6335) 1. Барфер (1080) 2. Вечен (1898) 3. Гемсло (543) 4. Дікель (462) 5. Реден * (2352) - 6. Шваферден (6748) 1. Аффінггаузен (864) 2. Еренбург (1476) 3. Зудвальде (981) 4. Ноєнкірхен (1169) 5. Шваферден * (1488) 6. Шолен (770) - 7. Зіденбург (4395) 1. Борстель (1176) 2. Зіденбург * (1228) 3. Маазен (430) 4. Меллінггаузен (1036) 5. Штаффгорст (525) |